# Lürwald (Adelsgeschlecht)

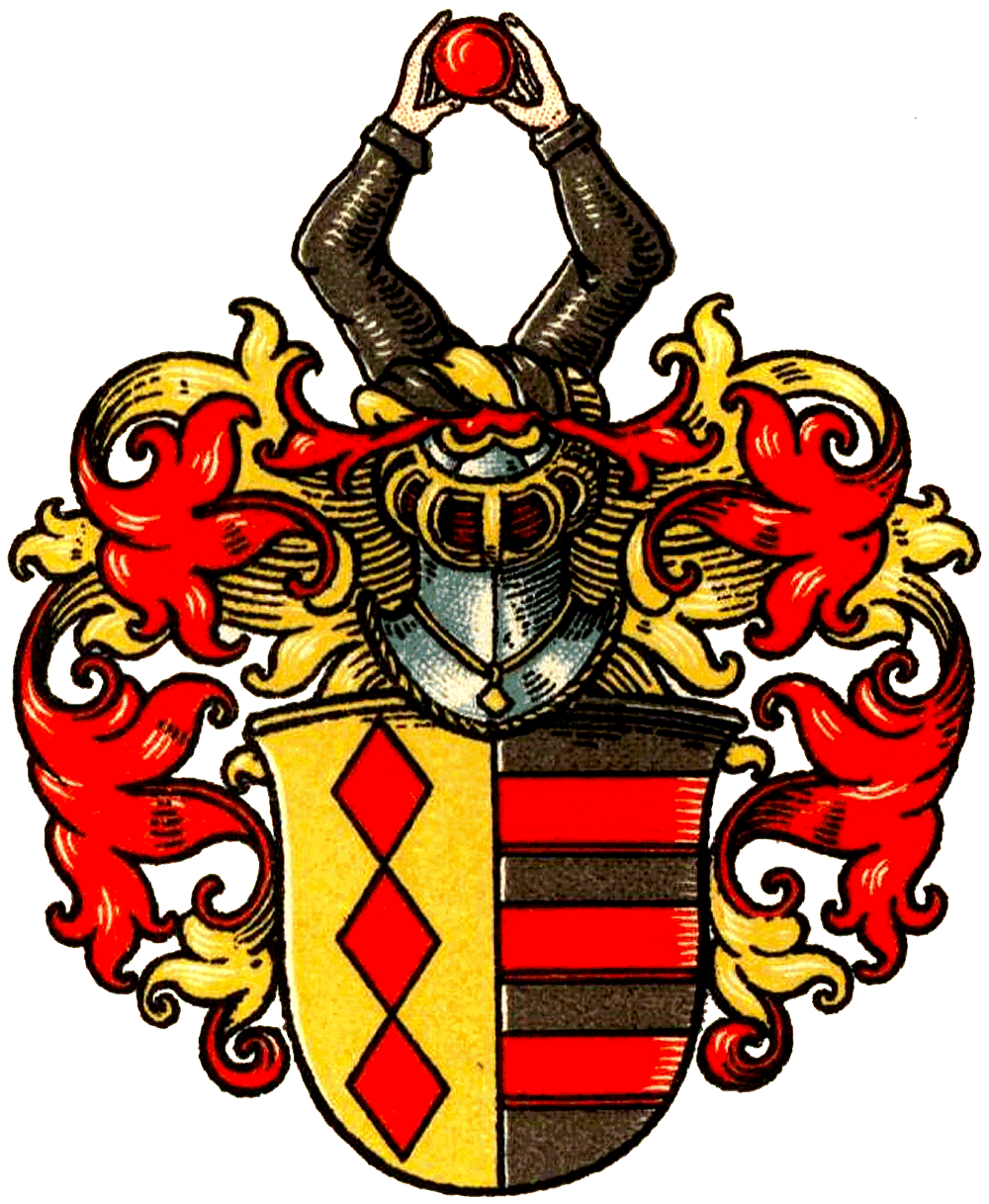
Wappen derer von Luerwald im Wappenbuch des Westfälischen Adels

Lürwald (auch Luerwald) war der Name eines alten westfälisches Adelsgeschlechts. Benannt ist es wohl nach dem gleichnamigen Wald.

## Geschichte
Ein Theoderich genannt Lürwald besaß 1313 eine Hufe bei Suttrop als Lehen der Grafen von Arnsberg. Ein weiterer Theoderich wurde 1371 vom Erzbischof von Köln mit einem Burglehen in Kallenhardt belehnt. Im Jahr 1437 unterzeichneten drei Angehörige des Geschlechts die Erblandesvereinigung mit. Sie hatten auch ein Burgmannslehen auf der Landesburg des Erzbischofs in Rüthen. Hönyckhausen hatten sie als Paderborner Lehen von 1366 bis 1500 in Besitz.
Im Jahr 1398 verpfändete die Familie von Schorlemer ihren Anteil an Körtlinghausen an die von Lürwald. Diese verkauften den Anteil an die Rüdenberger, ehe die von Lürwald 1447 den Besitz ganz erwarben, um ihn schon 1449 an die von Hanxleden zu verkaufen. Über die von Westrem kam Körtlinghausen an die von Weichs. Das Burglehen in Kallenhardt hatten die von Lürwald schon 1448 an die von Hanxleden verkauft. Auch die Hälfte des Besitzes in Suttrop verkauften die von Lürwald 1550 an die von Hanxleden. Im Jahr 1619 gab es Streit um das Patronatsrecht der Kirche in Suttrop, von der ein Antonius Lürwald behauptet hat, dass seine Vorfahren die Kirche gestiftet hätten. Streit gab es zwischen Johann Adam von Lürwald und den Bewohnern Suttrops 1653, als diese sich weigerten, einen von Lürwald bestimmten Geistlichen zu akzeptieren und diesem die Kirche versperrten. Einen ähnlichen Konflikt gab es erneut 1663. In Anröchte hatten sie von 1466 bis 1500 Besitz. Von 1630 bis 1661 besaßen sie auch Gut Bremscheid. Außerhalb des Herzogtums Westfalen erwarben im 17. Jahrhundert Angehörige der Familie Haus Heerfeld in Liesborn. Im Jahr 1716 verkaufte Wilhelm Philipp Ahlhard von Lürwald diesen Besitz an den Abt von Liesborn. Von diesem kam es an das Haus von Plettenberg.
Haus Borg hatten sie seit 1656 in Besitz, nachdem Joachim Alhard von Luerwald die Erbin Anna Elisabeth von Plettenberg geheiratet hatte. Joachim Alhard hatte aus einer früheren wohl nicht standesmäßigen Verbindung einen Sohn Ferdinand Lürwald. Dessen Sohn Caspar Jodocus Luerwald erwarb sich Verdienste um den österreichischen Bergbau und wurde 1738 in den österreichischen Ritterstand erhoben und nannte sich nun Caspar Edler Herr von Luerwald. Borg blieb bis 1753 im Besitz der Familie. Danach fiel der Besitz an die Werler Erbsälzerfamilie von Lilien. Im Jahr 1744 erwarb Matthias Gerhard von Hoesch den Suttroper Besitz derer von Lürwald zur Ausweitung seines Hüttenwerkes.

## Wappen
Das Wappen zeigt in gespaltenem Schild rechts in Gold drei rote Wecken übereinander, links in Schwarz drei goldene (auch rote) Balken. Auf dem Helm mit rot-goldenen Decken zwei beschiente Arme, welche einen goldenen (auch roten) Apfel halten. 

## Personen
- Benedicta Odilia von Lürwald war von 1720 bis zu ihrem Tod 1728 Priorin des Klosters Herzebrock